# 川井一男
川井一男（日语： Kawai Kazuo，？—），日本男子乒乓球运动员，曾就读于专修大学。他曾获得1954年世界乒乓球锦标赛男子团体金牌和1953年亚洲乒乓球锦标赛男子团体金牌。